# Chicago Bulls 1989-1990
La stagione 1989-90 dei Chicago Bulls fu la 24ª nella NBA per la franchigia.
I Chicago Bulls arrivarono secondi nella Central Division della Eastern Conference con un record di 55-27. Nei play-off vinsero il primo turno con i Milwaukee Bucks (3-1), la semifinale di conference con i Philadelphia 76ers (4-1), perdendo poi la finale di conference con i Detroit Pistons (4-3).

## Roster
| N° | Naz.                   | Ruolo | Sportivo        | Anno | Alt. | Peso |
| -- | ---------------------- | ----- | --------------- | ---- | ---- | ---- |
| 5  | Stati Uniti (bandiera) | G     | John Paxson     | 1960 | 188  | 84   |
| 10 | Stati Uniti (bandiera) | G     | B.J. Armstrong  | 1967 | 188  | 79   |
| 11 | Stati Uniti (bandiera) | G     | Clifford Lett   | 1965 | 191  | 77   |
| 14 | Stati Uniti (bandiera) | G     | Craig Hodges    | 1960 | 188  | 86   |
| 15 | Stati Uniti (bandiera) | AC    | Jack Haley      | 1964 | 208  | 109  |
| 22 | Stati Uniti (bandiera) | A     | Charles Davis   | 1958 | 201  | 98   |
| 23 | Stati Uniti (bandiera) | G     | Michael Jordan  | 1963 | 198  | 88   |
| 24 | Stati Uniti (bandiera) | C     | Bill Cartwright | 1957 | 216  | 111  |
| 32 | Stati Uniti (bandiera) | C     | Will Perdue     | 1965 | 213  | 109  |
| 33 | Stati Uniti (bandiera) | GA    | Scottie Pippen  | 1965 | 203  | 95   |
| 34 | Stati Uniti (bandiera) | AC    | Stacey King     | 1967 | 211  | 104  |
| 42 | Stati Uniti (bandiera) | A     | Jeff Sanders    | 1966 | 203  | 102  |
| 45 | Stati Uniti (bandiera) | A     | Ed Nealy        | 1960 | 201  | 108  |
| 54 | Stati Uniti (bandiera) | AC    | Horace Grant    | 1965 | 208  | 98   |

## Staff tecnico
- Allenatore: Phil Jackson
- Vice-allenatori: Johnny Bach, Jim Cleamons, Tex Winter
- Preparatore atletico: Mark Pfeil
- Preparatore fisico: Al Vermeil